# Рауль Де Томас
Рауль Де Томас (ісп. Raúl de Tomás, нар. 17 жовтня 1994, Мадрид) — іспанський футболіст, нападник клубу «Райо Вальєкано» та національної збірної Іспанії.
Виступав, зокрема, за клуби «Реал Мадрид Кастілья», «Реал Вальядолід» та «Еспаньйол», а також юнацьку збірну Іспанії.

## Клубна кар'єра
Народився 17 жовтня 1994 року в місті Мадрид. Вихованець юнацьких команд футбольних клубів «Сан-Роке» та «Реал Мадрид».
У дорослому футболі дебютував 2012 року виступами за команду клубу «Реал Мадрид C», в якій провів один сезон, взявши участь у 16 матчах чемпіонату.  У складі третьої команди мадридського «Реала» був одним з головних бомбардирів команди, маючи середню результативність на рівні 0,5 голу за гру першості.
Своєю грою за цю команду привернув увагу представників тренерського штабу клубу «Реал Мадрид Кастілья», до складу якого приєднався 2013 року. Відіграв за дублерів королівського клуб наступні два сезони своєї ігрової кар'єри. Більшість часу, проведеного у складі фарм-клуба мадридського «Реала», був основним гравцем атакувальної ланки команди. 
З 2015 року на правах оренди виступає за іспанські клуби.
Так 2015 року уклав контракт з клубом «Кордова», у складі якого провів наступний рік своєї кар'єри гравця.  Граючи у складі «Кордови» також здебільшого виходив на поле в основному складі команди.
З 2016 року один сезон захищав кольори команди клубу «Реал Вальядолід».  Тренерським штабом нового клубу також розглядався як гравець «основи». В новому клубі був серед найкращих голеодорів, відзначаючись забитим голом в середньому щонайменше у кожній третій грі чемпіонату.
До складу клубу «Райо Вальєкано» приєднався 2017 року. Станом на 25 травня 2019 року відіграв за мадридський клуб 65 матчів в національному чемпіонаті.
3 липня 2019 перейшов до португальської «Бенфіки».
9 січня 2020 року Рауль уклав контракт з іспанським клубом «Еспаньйол» до 2026 року.
13 вересня 2022 року Де Томас повернувся до «Райо Вальєкано», підписавши п'ятирічний контракт, в офіційних матчах вперше вийшов у січні 2023 року. Трансфер гравця відбувався через перемовини між президентом клубу Раулем Мартіном Пресом та одним із агентів футболіста.

## Виступи за збірні
2009 року дебютував у складі юнацької збірної Іспанії, взяв участь у 16 іграх на юнацькому рівні, відзначившись 12 забитими голами.
У листопаді 2021 року через травму Ансу Фаті, Де Томас вперше викликаний до національної збірної Іспанії на відбіркові кваліфікаційні матчі чемпіонату світу 2022 року проти збірних Греції та Швеції.

## Титули і досягнення
- Володар Суперкубка Португалії (1):

«Бенфіка»: 2019